# Aartsbisdom Shillong
Het aartsbisdom Shillong (Latijn: Archidioecesis Shillongensis) is een rooms-katholiek aartsbisdom met als zetel Shillong, in India. De aartsbisschop van Shillong is metropoliet van de kerkprovincie Shillong, waartoe ook de volgende suffragane bisdommen Agartala, Aizawl, Jowai, Nongstoin en Tura behoren.

## Geschiedenis
Het aartsbisdom werd opgericht op 13 december 1889, als de apostolische prefectuur Assam, uit delen van het bisdom Krishnagar. Op 9 juli 1934 werd het verheven tot bisdom, met de naam bisdom Shillong, en was suffragaan aan het aartsbisdom Calcutta. Op 26 juni 1969 werd het verheven tot metropolitaan aartsbisdom, met de naam aartsbisdom Gauhati-Shillong. Op 22 januari 1970 veranderde het van naam naar aartsbisdom Shillong-Gauhati. Op 30 maart 1992 werd het hernoemd naar aartsbisdom Shillong en splitste het bisdom Guwahati zich af. 

## Parochies
Het aartsbisdom had in 2022 een oppervlakte van 5.196 km2 en telde 1.233.000 inwoners waarvan 28,1% rooms-katholiek was.

## Ordinarii

### Prefecten
- Otto Hopfenmüller (13 december 1889 - 21 augustus 1890)
- Angelus Münzloher (1890 - 1906)
- Christopherus Becker (1906 - 1921)

### Bisschoppen
- Louis Mathias (15 december 1922 - 25 maart 1935)
- Stephen Ferrando (26 november 1935 - 26 juni 1969)

### Aartsbisschoppen
- Hubert D'Rosario (26 juni 1969 - 30 augustus 1994)
- Tarcisius Resto Phanrang (2 augustus 1995 - 5 mei 1999; hulpbisschop sinds 11 juni 1990)
- Dominic Jala (22 december 1999 - 10 oktober 2019)
- Victor Lyngdoh (28 december 2020 - heden)

## Galerij van afbeeldingen

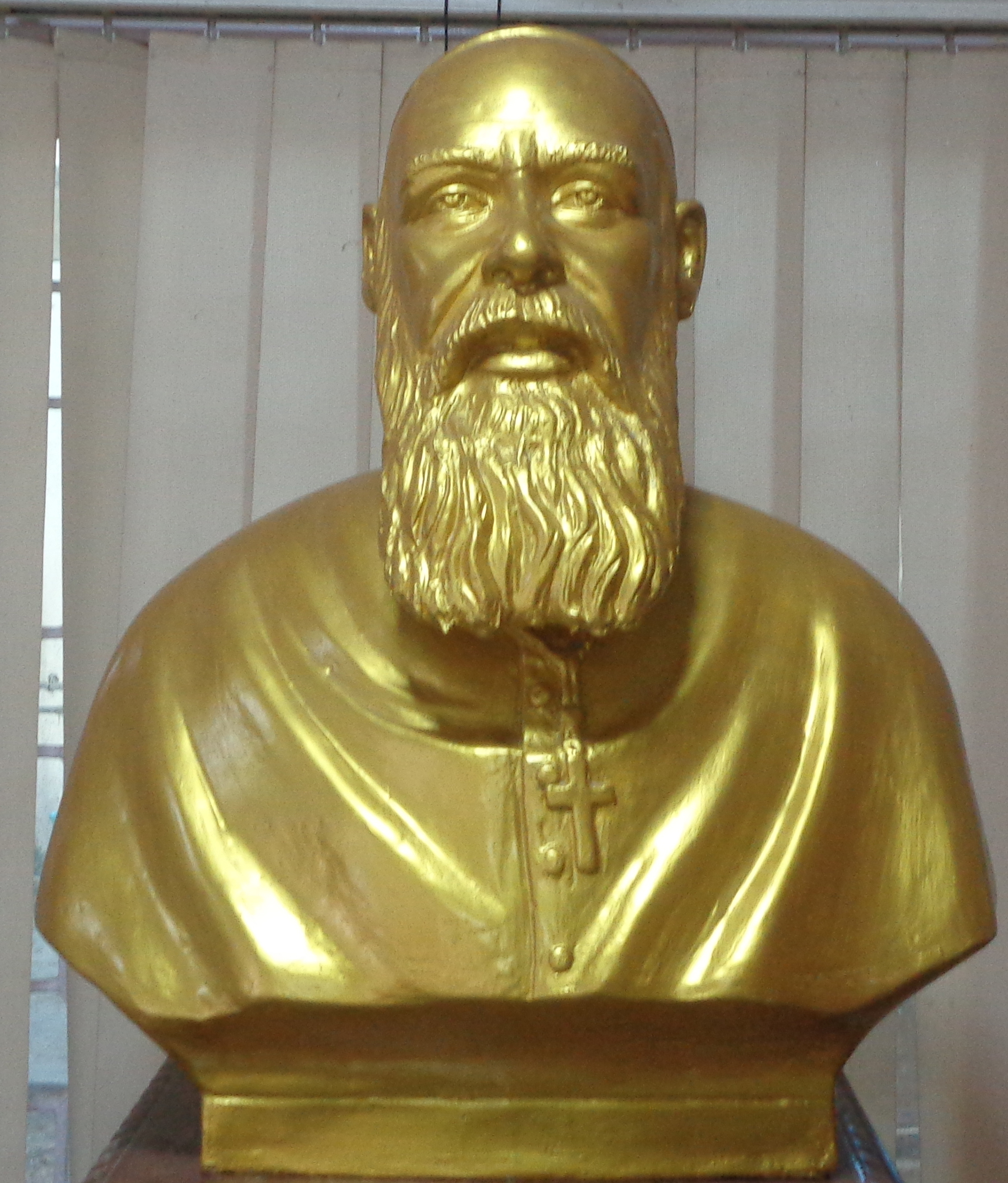
Buste van bisschop Louis Mathias (1922-1935), de eerste bisschop

Shillong (aartsbisdom) · Agartala · Aizawl · Jowai · Nongstoin · Tura